# Racer (motorfiets)
Racer is een historisch merk van motorfietsen.
Ets. “Racer”, St. Etienne (1953-1956).
Dit was een klein Frans merk dat lichte motorfietsjes met 49- en 74 cc tweetaktmotoren maakte.